# Ma Dong-seok
Đây là một tên người Triều Tiên, họ là Mã.
Ma Dong-seok (Hangul: 마동석, tên khai sinh: Lee Dong-seok, sinh ngày 1 tháng 3 năm 1971), tên tiếng Anh là Don Lee, là một nam diễn viên và võ sĩ người Mỹ gốc Hàn, anh nổi tiếng với những vai diễn trong các bộ phim Chuyến tàu sinh tử, The Neighbor, Nameless Gangster, The Unjust, Norigae hay Murderer. Năm 2021, anh vào vai Gilgamesh trong bộ phim Chủng tộc bất tử thuộc Vũ trụ Điện ảnh Marvel.

## Đầu đời
Ma Dong-seok sinh ngày 1 tháng 3 năm 1971. Anh sinh ra tại Hàn Quốc nhưng lại mang quốc tịch Mỹ.  Trước khi trở về Hàn Quốc để theo đuổi sự nghiệp diễn xuất của mình, Ma Dong-seok từng sống ở Ohio và theo học tại Bang Columbus.

## Sự nghiệp
Trước khi trở thành diễn viên, anh từng là một huấn luyện viên MMA chuyên nghiệp, đảm nhận công việc huấn luyện cho những võ sĩ danh tiếng như Mark Coleman hay Kevin Randleman.
Ngày 23 tháng 10 năm 2019, Ma Dong-seok chính thức đảm nhận vai trò "Cảnh sát danh dự" của Cơ quan Cảnh sát Quốc gia Hàn Quốc. Ngoài Ma Dong-seok, hai nghệ sĩ khác là IU và Chun Jung-myung cũng vinh dự được nhận chức vụ trên. Theo phát biểu của đại diện Cơ quan Cảnh sát Quốc gia, ba nghệ sĩ vừa nhậm chức sẽ không chỉ đóng vai trò quảng bá cho đơn vị mà còn tham gia vào các hoạt động tuyên truyền nhận thức về nhiều vấn đề khác nhau.
Ma Dong-seok trở nên nổi tiếng nhờ vai phụ trong các phim The Neighbor, Nameless Gangster: Rules of the Time và The Unjust. Sau đó, anh được thủ các vai diễn chính trong Norigae, Kẻ sát nhân, và One on One.
Vai diễn của Ma Dong-seok trong bộ phim xác sống Chuyến tàu sinh tử đã đưa anh lên thời kì đỉnh cao trên con đường diễn xuất và giúp anh trở nên nổi tiếng trên toàn thế giới. Sau sự kiện đó, các vai diễn chính của Ma Dong-seok trong các phim Trật bánh, Anh em, Ngoài vòng pháp luật , Không thể ngăn cản, Nhà vô địch, Trùm,cớm và ác quỷ, Kẻ Xấu: Triều Đại Hỗn Loạn và Ngoài vòng pháp luật 2 cùng các vai phụ trong Thử Thách Thần Chết: 49 Ngày Cuối Cùng và Đại thảm họa núi Baekdu đã gặt hái được những thành công về mặt thương mại và phê bình, đưa anh trở thành Ngôi sao khả thi nhất của Điện ảnh Hàn Quốc. Mặc dù được khán giả biết đến với những vai diễn "người đàn ông cứng rắn và mạnh mẽ", Ma Dong-seok đã gây dựng được danh tiếng nhưng anh cũng bị chỉ trích bởi một số bộ phận người xem khi đóng những vai với chủ nghĩa anh hùng đang dần trở nên lỗi thời. Năm 2019, Ma Dong-seok tham gia diễn xuất trong bộ phim Eternals của Vũ trụ Điện ảnh Marvel với vai Gilgamesh, bộ phim đã đánh dấu lần ra mắt đầu tiên của anh ở Hollywood.
Trên sóng truyền hình, Ma Dong-seok nổi tiếng với các vai diễn trong loạt phim OCN đình đám Chó săn và Biệt đội 38.
Năm 2022, Ma Dong-seok ký hợp đồng với LDH Japan, một công ty quản lý và giải trí lớn của Nhật Bản. Ngoài vòng pháp luật 2 - phần tiếp theo của bộ phim hành động tội phạm kinh dị năm 2017 Ngoài vòng pháp luật, phát hành năm 2022 của anh không chỉ mở màn cho những loạt đánh giá tích cực nhất mà còn trở thành phim có doanh thu cao nhất năm 2022 ở Hàn Quốc khi lần đầu tiên bộ phim đạt hơn 12 triệu lượt xem kể từ năm 2019 và đứng thứ 3 trong danh sách phim có doanh thu cao nhất mọi thời đại ở Hàn Quốc.

## Các hoạt động khác
Trước khi chuyển sang diễn xuất, với cái tên Tây hoá của mình là Don Lee, Ma Dong-seok từng là huấn luyện viên cá nhân của các võ sĩ tổng hợp Mark Coleman và Kevin Randleman.
Với công ty sản xuất Team Gorilla của mình, Ma Dong-seok hiện đang tham gia lập kế hoạch và viết kịch bản cho công ty này. Anh là người viết kịch bản đồng thời cũng thủ vai diễn chính trong bộ phim Bẫy sâu. Ma Dong-seok cũng là người đồng sáng tạo loạt phim truyền hình OCN Dramatic Cinema Biệt đội chó Bull: Điều tra ngoài giờ.

## Vật tay
Ma Dong-seok là một vận động viên vật tay nghiệp dư từ năm 2008. 10 năm sau anh ấy trở thành chủ tịch của Liên đoàn vật tay Hàn Quốc.

## Đời tư
Năm 2016, Ma Dong-seok được cho là đang hẹn hò với phóng viên thể thao và nhân vật truyền thông Ye Jung-hwa. Ngày 20 tháng 10 năm 2022, công ty quản lý của Ma Dong-seok cho biết anh và Ye đã đăng ký kết hôn vào năm 2021. Lễ cưới sẽ được tổ chức vào ngày hôm sau (21/10/2022) do đại dịch COVID-19 và do lịch trình bận rộn của 2 người.

## Danh sách phim

### Điện ảnh
- Vây hãm: Kẻ trừng phạt (2024) - Ma Seok-do
- Vây hãm: Không lối thoát (2023) - Ma Seok-do
- Ngoài vòng pháp luật 2 (2022) - Ma Seok-do
- Chủng tộc bất tử (2021) - Gilgamesh (The Forgotten One)
- Trẻ trâu khởi nghiệp (2019) - Geo-Seok
- Đại thảm hoạ núi Baekdu (2019) - Kang Bong-Rae
- Biệt đội bất hảo (2019) - Park Woong-cheol
- Bệ hạ vạn tuế: Anh hùng thành phố Mok-po (2019) - Gwangju Brown Bear (khách mời)
- Trùm,cớm và ác quỷ (2019) - Đại ca Jang Dong Soo
- Găng tơ tái xuất (2018) - Dong-Chul
- Người làng (2018) - Yeok Ki-Cheol
- Bạn ma phiền toái (2018) - Jang-su
- Thử thách thần chết 2: 49 ngày cuối cùng (2018) - Gia thần đại nhân
- Chuyện chàng cơ bắp (2018) - Mark (Beak Sung-min)
- Thử thách thần chết: Giữa hai thế giới (2017) - Gia thần đại nhân
- Anh em (2017) - Lee Suk-Bong
- Ngoài vòng pháp luật (2017) - Ma Suk-Do
- The Mayor (2017) - Priest (khách mời)
- Trật bánh (2016) - Hyung-Suk
- Kế hoạch thoát ế (2016) - Pyung-Goo
- Chuyến tàu sinh tử (2016) - Sang-hwa
- Bẫy tình (2015) - Park Sung-Chul
- Chạy đâu cho thoát (2015) - onlooker (cameo)
- Vòng xoáy tội ác (2015) - Detective Oh
- Thợ may hoàng gia (2014) - Pan-Soo
- Một chọi một (2014) - Shadow Leader
- Kundo: Kỉ nguyên bạo tàn (2014) - Chun-bo
- Kẻ sát nhân (Murderer) (2014) - Joo-hyub
- Kế hoạch báo thù (2013) - Dae-ho
- Sự cố hôn nhân (2013) - Geon-ho
- Vai diễn cuộc đời (2013) - ông chủ băng đảng
- Chuyến bay kì quặc (2013) - airport staff (khách mời)
- The Flu (2013) - Jeon Gook-hwan
- Mr. Go (2013) - Khách mời
- Siêu sao gặp hạn (2013) - Moo-sung
- Norigae (2013) - Lee Jang-ho
- New World (2013) - Đầu bếp Jo (khách mời)
- Trái tim người mẹ (2013) - Thám tử Ma
- The Neighbor (2012) - Ahn Hyuk-mo cho vay nặng lãi
- Love 911 (2012) - Đội trưởng đội cứu hoả
- Doomsday Book (2012) - Disorderly Student
- Găng tơ vô danh(2012) - Ma cô Kim
- Dancing Queen (2012) - cặp đôi đồng tính (khách mời)
- Never Ending Story (2012) - Tow car driver (khách mời)
- Showtime! (phim ngắn, 2011)
- Perfect Game (2011) - Park Man-soo
- Pained (2011) - Bum-no
- Quick (2011) - Kim Joo-chul
- Try to Remember (2010) - Seung-hwan
- The Unjust (2010) - Ma Dae-ho
- Tần số kinh hoàng (2010) - Son Deok-tae
- Take Off (2009) - (khách mời)
- Insadong Scandal (2009) - Sang-bok
- Ten Ten omnibus (phim ngắn "The Rabbit", 2008) - Quản lý quỹ
- Thiện, ác, quái (2008) - Gom ("Gấu")
- The Moonlight of Seoul (2008) - Chang-woo
- The Worst Guy Ever (2007) - Ho-seob
- Ssunday Seoul (2006) - Thám tử 1
- Thiên quân (2005) - Hwang Sang-wook

### Truyền hình
- Những gã tồi (2014) - Park Woong-Cheol
- Biệt đội số 38 (2016) - Beak Sung-il
- hut Up Flower Boy Band (tvN / 2012) - Teacher Silva
- Me Too, Flower! (MBC/2011) - Thám tử (khách mời)
- Dr. Champ (SBS/2010) - Oh Jung-dae
- Chinh phục mặt trời (TV series) (SBS/2009) - Lee Kang-rae
- Alibi Company (Dramax/2008) - Park Sang-bak
- Formidable Rivals (KBS2/2008) - Pyo Chul-ho
- Robber (SBS/2008) - đòi nợ thuê Jong-goo
- H.I.T (MBC/2007) - Nam Sung-shik

### Video âm nhạc
- "A Man" (Monday Kiz, 2007)

### Khác
- Anh đóng vai nhân vật Kangjae-Ma, một tù nhân với án tử hình trong cốt truyện tựa game PUBG

## Danh sách giải thưởng và đề cử
| Năm  | Giải thưởng                                                              | Danh mục                                 | Bộ phim được đề cử   | Kết quả   | Nguồn  |
| ---- | ------------------------------------------------------------------------ | ---------------------------------------- | -------------------- | --------- | ------ |
| 2012 | Giải thưởng Điện ảnh Rồng xanh lần thứ 33                                | Nam diễn viên phụ xuất sắc nhất          | The Neighbor         | Đề cử     |        |
| 2013 | Giải thưởng nghệ thuật Baeksang lần thứ 49                               | Nam diễn viên phụ xuất sắc nhất          | The Neighbor         | Đoạt giải | [ 33 ] |
| 2013 | Giải thưởng Điện ảnh Buil lần thứ 22                                     | Nam diễn viên phụ xuất sắc nhất          | The Neighbor         | Đề cử     |        |
| 2013 | Liên hoan phim viễn tưởng quốc tế Puchon lần thứ 17                      | Giải It                                  | —                    | Đoạt giải |        |
| 2016 | Giải thưởng Ngôi sao APAN lần thứ 5                                      | Nam diễn viên phụ xuất sắc nhất          | Biệt đội số 38       | Đề cử     |        |
| 2016 | Giải thưởng Điện ảnh Buil lần thứ 25                                     | Nam diễn viên phụ xuất sắc nhất          | Familyhood           | Đề cử     |        |
| 2016 | Giải thưởng Điện ảnh Rồng xanh lần thứ 37                                | Nam diễn viên phụ xuất sắc nhất          | Chuyến tàu sinh tử   | Đề cử     |        |
| 2017 | Giải thưởng Điện ảnh KOFRA lần thứ 8                                     | Nam diễn viên phụ xuất sắc nhất          | Chuyến tàu sinh tử   | Đoạt giải | [ 34 ] |
| 2017 | Giải thưởng Điện ảnh Châu Á lần thứ 11                                   | Nam diễn viên phụ xuất sắc nhất          | Chuyến tàu sinh tử   | Đề cử     |        |
| 2017 | Giải thưởng nghệ thuật Baeksang lần thứ 53                               | Nam diễn viên phụ xuất sắc nhất          | Chuyến tàu sinh tử   | Đề cử     |        |
| 2017 | Giải thưởng nghệ thuật điện ảnh Chunsa lần thứ 22                        | Nam diễn viên phụ xuất sắc nhất          | Chuyến tàu sinh tử   | Đề cử     |        |
| 2018 | Giải thưởng Quả trứng vàng                                               | Nam diễn viên chính xuất sắc nhất        | Ngoài vòng pháp luật | Đoạt giải | [ 35 ] |
| 2018 | Giải thưởng nghệ thuật Baeksang lần thứ 54                               | Nam diễn viên chính xuất sắc nhất (Phim) | Ngoài vòng pháp luật | Đề cử     | [ 36 ] |
| 2018 | Giải thưởng nghệ thuật điện ảnh Chunsa lần thứ 23                        | Nam diễn viên chính xuất sắc nhất        | Ngoài vòng pháp luật | Đề cử     | [ 37 ] |
| 2018 | Liên hoan phim quốc tế Hàn - Trung lần thứ 2                             | Nam diễn viên chính xuất sắc nhất        | Ngoài vòng pháp luật | Đoạt giải | [ 38 ] |
| 2022 | Giải thưởng Nghệ sĩ xinh đẹp (Quỹ Văn hóa và Nghệ thuật Shin Young-kyun) | Nghệ sĩ điện ảnh                         | The Roundup          | Đoạt giải | [ 39 ] |
| 2022 | Giải thưởng Hiệp hội các nhà sản xuất phim Hàn Quốc lần thứ 9            | Nam diễn viên chính xuất sắc nhất        | The Roundup          | Đoạt giải | [ 40 ] |
| 2022 | Giải thưởng Kinolight 2022                                               | Nam diễn viên của năm (trong nước)       | The Roundup          | 5th       | [ 41 ] |
| 2023 | Giải thưởng Visionary                                                    | 2023 Visionary                           | —                    | Đoạt giải | [ 42 ] |
| 2023 | Giải thưởng nghệ thuật Baeksang lần thứ 59                               | Nam diễn viên chính xuất sắc nhất – Phim | The Roundup          | Đề cử     | [ 43 ] |

### Bài báo
| Nhà xuất bản | Năm  | Bài báo                                                       | Vị trí | Tham khảo     |
| ------------ | ---- | ------------------------------------------------------------- | ------ | ------------- |
| Cine21       | 2021 | Diễn viên sẽ dẫn đầu ngành nội dung video ở Hàn Quốc năm 2022 | 6th    | [ 44 ]        |
| Gallup Korea | 2018 | Diễn viên Gallup Korea của năm                                | 1st    | [ 45 ] [ 46 ] |
| Gallup Korea | 2019 | Diễn viên Gallup Korea của năm                                | 2nd    | [ 47 ] [ 48 ] |